# Archie Carr
Archie Fairly Carr (* 16. Juni 1909 in Mobile (Alabama); † 21. Mai 1987 bei Micanopy, Florida)  war ein US-amerikanischer Zoologe und Naturschützer, Spezialist für Meeresschildkröten.
Carr wurde 1937 an der University of Florida in Zoologie promoviert und war dann Mitarbeiter von Thomas Barbour vom Museum of Comparative Zoology der Harvard University.  Er war Professor an der University of Florida, wo er unter anderem Ökologie unterrichtete. In den 1940er Jahren war er auch einige Zeit als Lehrer in Costa Rica.
Er erhielt 1952 die Daniel Giraud Elliot Medal der National Academy of Sciences und 1957 die John-Burroughs-Medaille.
Seine Bemühungen zum Schutz der Seeschildkröten und ihrer Brutplätze  führte 1975 zur Gründung des Tortuguero National Park in Costa Rica. Sein Buch The Windward Road von 1956 machte auf die Bedrohung der Seeschildkröten aufmerksam und führte zur Gründung der Caribbean Conservation Corporation (heute Sea Turtle Conservancy, STC), die zuerst in Costa Rica und dann in der weiteren Karibik aktiv waren. 
Er war ein begabter Linguist (der unter anderem den Gullah Dialekt von Schwarzen am Golf von Mexiko lernte und später verschiedene Sprachen in der Karibik und Ostafrika). Für The Windward Road erhielt er 1956 den O. Henry Award für Kurzgeschichten und die John-Burroughs-Medaille (1957) des American Museum of Natural History. Er war deren wissenschaftlicher Leiter von 1959 bis zu seinem Tod. Ein Naturschutzgebiet an der Ostküste Floridas (Melbourne und Wabasso Beach) ist nach ihm benannt (Archie Carr National Wildlife Refuge) und ein Naturschutzgebiet am Strand von Costa Rica (Dr. Archie Carr Wildlife Refuge).
Seine Frau Marjorie Harris Carr (1915–1997) war auch Umweltaktivistin und ebenso sein Sohn Archie Carr III, der für die New York Zoological Society in Mittelamerika aktiv war.

## Schriften
- Handbook of Turtles: The Turtles of The United States, Canada, and Baja California, Cornell University Press 1952
- High Jungles and Low, University of Florida Press, 1953
- Ulendo: Travels of a Naturalist in and out of Africa, Knopf 1964
- The Everglades, Time Life Books 1973
- The Reptiles, Time Life Books 1963
- So Excellent a Fishe 1967, 1984
- mit Coleman J. Goin: Guide to the Reptiles, Amphibians and Freshwater Fishes of Florida 1955
- The Windward Road: Adventures of a Naturalist on Remote Caribbean Shores, Knopf 1956, University of Florida Press 1980
- A Subjective Key to the Fishes of Alachua County, Florida (eine Satire auf zoologische Nomenklatur)